# (21065) Jamesmelka
(21065) Jamesmelka est un astéroïde de la ceinture principale.

## Description
(21065) Jamesmelka est un astéroïde de la ceinture principale. Il fut découvert le 10 juillet 1991 à l'Observatoire Palomar par Eleanor Francis Helin. Il présente une orbite caractérisée par un demi-grand axe de 3,13 UA, une excentricité de 0,21 et une inclinaison de 16,6° par rapport à l'écliptique.

## Compléments